# Denisa Biskupová (herečka)
Denisa Biskupová (* 8. října 2000) je česká herečka a dabérka.

## Životopis
Po dokončení základní školy studovala grafický design na Střední škole designu a umění, knižní kultury a ekonomiky Náhorní. Po roce studia nastoupila na Mezinárodní Konzervatoř Praha, kde studovala herectví.
První výraznější rolí byla v roce 2014 role Sáry v epizodě Hra seriálu Nevinné lži. V roce 2020 ztvárnila roli Nikoly ve filmu Bábovky. V tomtéž roce se objevila také ve filmu Smečka, kde ztvárnila postavu Leny. V roce 2022 si zahraje v komedii Vánoční příběh. Kromě herectví se věnuje také dabingu. V pohádce Hodinářův učeň předabovala herečku Danu Droppovou ztvárňující roli Laury.

## Filmografie

### Film
- 2020 – Smečka (Leny)
- 2020 – Bábovky (Nikola)
- 2022 – Prezidentka (Kateřinina dcera)
- 2022 – Vánoční příběh (Natálka)

### Televize
- 2014 – Nevinné lži – díl Hra
- 2019 – Specialisté – díl Vzdušné zámky
- 2020 – Terapie sdílením – díl Cyklista a jogínka
- 2022 – Jitřní záře (Jitřní záře / Jitřenka)
- 2023 – Jedna rodina (Martina Holasová)

### Dabing
- 2020 – Hodinářův učeň (Laura)

### Hudební videoklipy
- 2020 – Barbora Poláková: PoloVina